# Capodrise
Capodrise község (comune) Olaszország Campania régiójában, Caserta megyében.

## Fekvése
A megye délkeleti részén fekszik, Nápolytól 25 km-re északra valamint Caserta városától 3 km-re északnyugati irányban. Határai: Marcianise, Portico di Caserta, Recale, San Marco Evangelista és San Nicola la Strada.

## Története
Első írásos említése 1133-ból származik. A következő századokban nemesi birtok volt. A 19. században nyerte el önállóságát, amikor a Nápolyi Királyságban felszámolták a feudalizmust.

## Népessége
A népesség számának alakulása:

## Főbb látnivalói
- Sant’Andrea-templom
- Sant’Antonio Abate-templom
- Santa Maria degli Angeli-templom